# Dwór w Konradowie

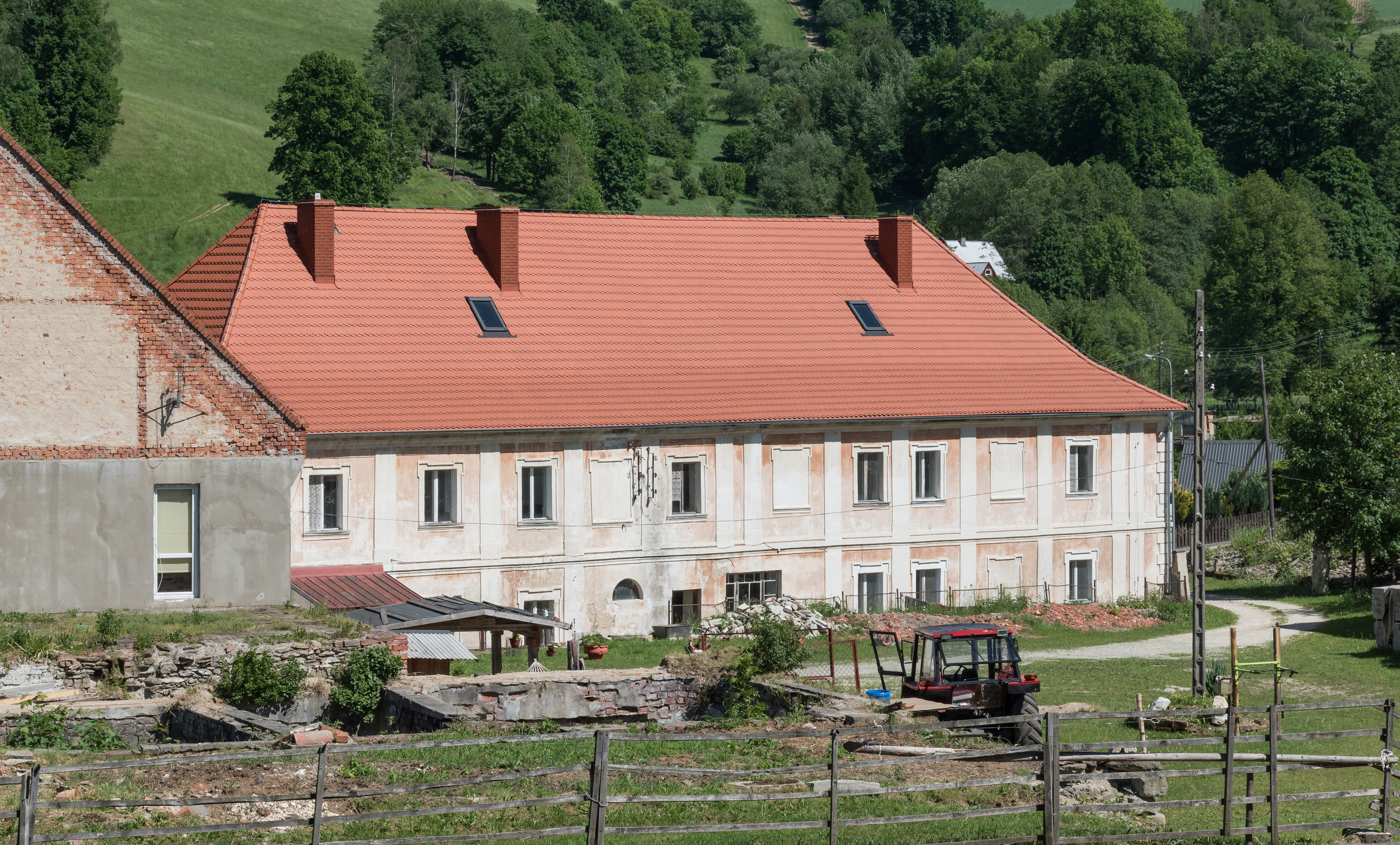
Widok od zachodu

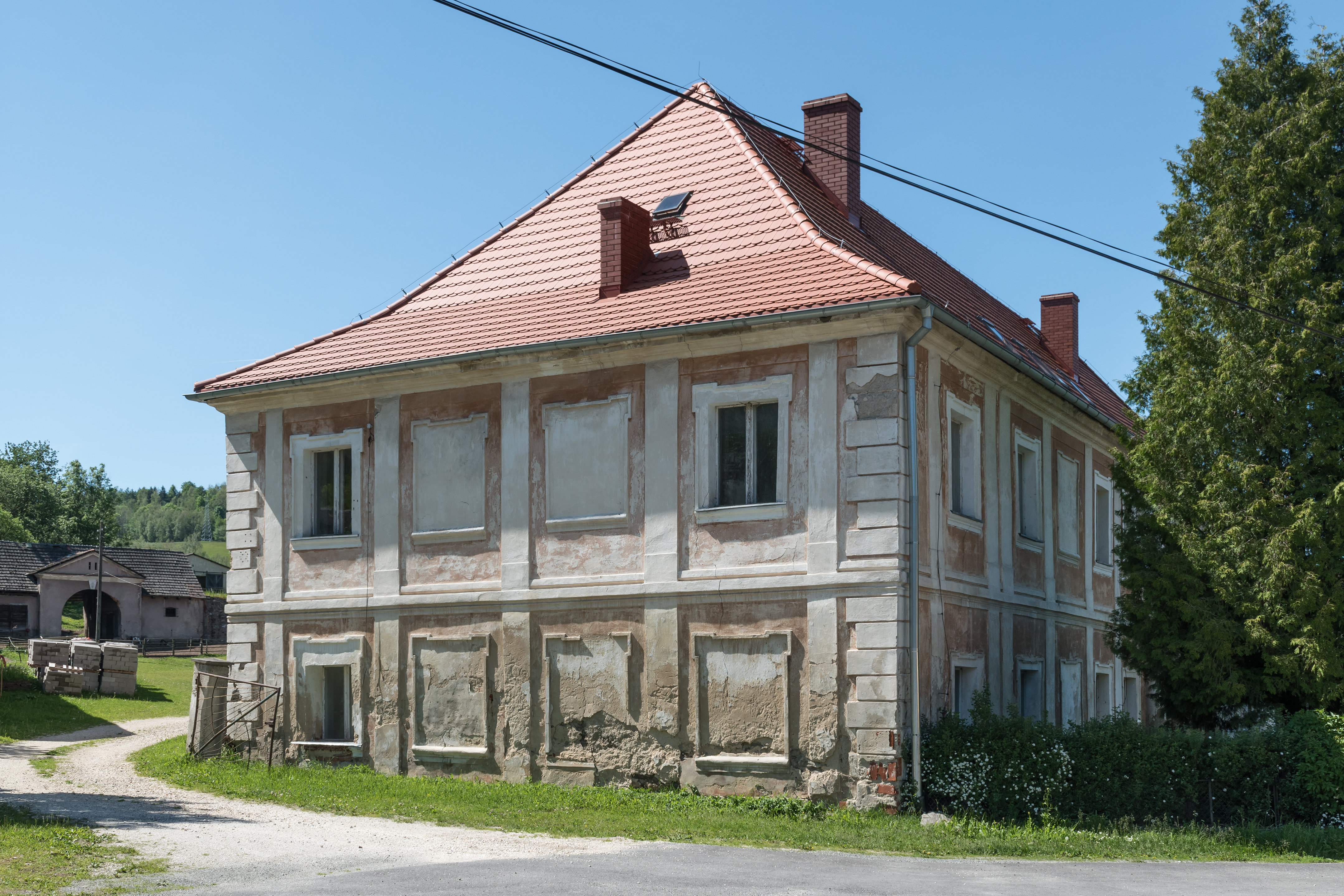
Widok od południowego wschodu

Dwór w Konradowie (niem. Hof in Konradswalde) – zabytkowy barokowy dwór w Konradowie na ziemi kłodzkiej z końca XVIII wieku. Obecnie częściowo użytkowany na cele mieszkaniowe.

## Położenie
Dwór w Konradowie położony jest w centralnej części wsi pod numerem 24, w pobliżu kościoła filialnego pod wezwaniem Podwyższenia Krzyża Świętego.

## Historia
W średniowieczu na terenie dzisiejszego dworu znajdował się prawdopodobnie dwór wolnego sędziego, który istniał zapewne jeszcze długo przed pierwszą wzmianką na jego temat z 1416 roku. Najprawdopodobniej został on gruntownie przebudowany w 2. ćwierci XVIII wieku przez właściciela tutejszych dóbr, Johanna Antona von Frobela. Nowy obiekt powstał przypuszczalnie z połączenia istniejącego gmachu z budynkiem gospodarczym, w wyniku czego powstała budowla założona na planie wydłużonego prostokąta, dwukondygnacyjna, zamknięta dachem czterospadowym o zaklęśniętych połaciach.
W latach niezależności dóbr konradowskich, czyli: 1726–1763, 1847–1852, około 1886 i 1905–1945 dwór pełnił funkcję rodowej siedziby, a okresowo był użytkowany jako siedziba kurii majątkowej oraz dom mieszkalny dzierżawców dóbr.
Po zakończeniu II wojny światowej obiekt został przejęty przez władze polskie i znacjonalizowany. Do początku lat 90. XX wieku służył jako budynek administracyjno-mieszkalny Przedsiębiorstwa Rolniczo-Przemysłowego w Trzebieszowicach. Obecnie nadal jest zamieszkały, chociaż część pomieszczeń (dawne biura) stoi pusta.

## Architektura
Fasadę (elewacja wschodnia) wyróżnia umieszczony centralnie, otwarty, kolumnowy ganek, zamknięty tarasem z murowaną balustradą o wklęsło-wypukłym zarysie. Pod nim ulokowano półkoliście zamknięte wejście główne z płaskim, tynkowym obramieniem, ozdobionym dwiema wolutami. Poza tym na wszystkich elewacjach występuje taki sam detal architektoniczny w postaci lizen i listwowego gzymsu międzypiętrowego oraz uszakowatych opasek okiennych wspartych na skromnych parapetach. Naroża zaakcentowano boniowaniem. Różnice w rozstawie osi okiennych (być może są to pozostałości po dawnej budowli), zakłócające regularność narzuconych podziałów elewacji, zamaskowano między innymi zdwojonymi lizenami i delikatnym zróżnicowaniem ich szerokości.
Całość wystroju, który zachował się do dziś, cechuje znaczne uproszczenie form i sprymitywizowanie detalu architektonicznego, zdradzające nieporadność miejscowego budowniczego barokizującego dwór. Wnętrze rozwiązano w sposób czysto użytkowy - na zasadzie dwutraktu, z centralną przelotową sienią. Część pomieszczeń przyziemia zamknięto sklepieniami kolebkowymi, a pozostałe przykryto stropami. W związku z tym, że dwór został posadowiony poniżej poziomu dziedzińca folwarcznego rozciągającego się tuż za nim, na jego zapleczu wybudowano dość pokaźny mur oporowy.
Obiekt ostatni raz był poważnie remontowany w latach 70. XX wieku z zamiarem przeznaczenia go na ośrodek wczasowy, jednak pomysł ten nie został zrealizowany.